# Örmény Közszolgálati Televízió
Az Örmény Közszolgálati Televízió (örményül: Հայաստանի Հանրային Հեռուստաընկերություն / Hayastani Hanrayin Herrustaynkerut’yun, röviden: 1TV, ARMTV vagy APMTV) Örményország állami televíziója, amely 1956-ban kezdte meg közvetítését.

## Története

### Korai évek
Az Örményország közszolgálati televíziója 1955. szeptember 5-re nyúlik vissza, amikor a Szovjetunió minisztertanácsa úgy határozott, hogy 27 műsorközpontot és öt adóállomást épít fel az uniós köztársaságokban. 1956. november 29-én, Örményország szovjetizálódásának időpontjában, az örmény televízió első műsorát sugározták. 
Az örmény televízió hivatalos megnyitására 1957. február 9-én került sor, amikor műsorok jelentek meg. Később ugyanabban az évben, augusztus 6-án került sor az első hírműsor sugárzására, melynek A Hét Hírei nevet adták. A hírműsor eleinte nem volt időszakos, ám 1958. februárjától a hírműsor azzá vált, amelynek eredményeként létrehozták a hírszerkesztő hivatalt. 
Az Állami Bizottság 1957. október 13-án a rádión és a televíziós programokon keresztül megalkották az Örmény Szovjet Szocialista Köztársaság Miniszteri Tanácsát. Az 1970. decemberében kiadott rendelet utasítására az Állami Bizottságot átnevezték Szövetségi Unió Republikánus Állami Bizottsága televízió- és rádióadási bizottságává. 
1973. márciusában a televíziós állomás megkezdte a színes átvitelre való átállás előkészületeit. Ennek a folyamatnak a megkezdése érdekében színes mobil állomásokat, TV-gyártói laboratóriumokat és videó felvevő egységeket szereztek be. 1973. május 1-jén az állomás elkészítette első színátvitelét a Lenin tértől a májusi felvonulásról. A színes programokat eleinte az ország nagy ünnepségeiről, koncertjeiről és sporteseményeiről közvetítették. 1978-tól kezdve az első és a második örmény csatorna műsorainak kb. 50%-a színes volt. 1973. augusztusától kezdve adták le az első videófelvételeket, amelyek 1978-ban a műsorok 70%-át tették ki. 
1977. novemberében egy új 311,7 méter magas televíziós tornyot állítottak fel, valamint az "Orbita-2"-t egy űrkommunikációs állomást, amely a Központi Televízió második csatorna műsorait átvitte Moszkvából. 1978-ban lehetővé vált Örményország-szerte a Központi Televízió negyedik csatornájának megtekintése. 

### 1990-től napjainkig
Mivel a politikai hatalom 1990-ben megváltozott, Vazgen Manukyan, akkori miniszterelnök, Henrik Hovhannisyan-t, kinevezte a Televízió- és Rádióműsorok nem kommunista állami osztályának vezetőjévé. Ő kezdte meg az örmény televízió reformját, mind tartalmi, mind szerkezeti szempontokból. Ezeket a változásokat a Kharabagh Szabadságmozgalom helyzetének és a Szovjetunió felbomlásának megfelelése céljából készítették. 
Örményország 1991. szeptember 21-én nyilvánította függetlenségét. Egy hónappal később az ország elnöke aláírta a tömegkommunikációról szóló törvényt. Az országnak először volt lehetősége az információs rendszereket fejleszteni szabad és kedvező környezetben. Az örmény televízióban a szólásszabadság és a tiszta nemzeti propagandája uralkodott. 
Az ország gazdasági válsága súlyosan befolyásolta a Nemzeti Televízió működését. Jelentősen csökkent a kapacitás, és csökkent a nézők száma. Az 1993. novemberi és decemberi adatok szerint a TV nézők statisztikája 27,4% volt. 
1996. novemberében az örmény televízió 40. évfordulóját különböző fesztiválokkal ünnepelték. A nemzeti televízió továbbra is nagy nehézségekkel őrizte meg azt, amit az előző években teremtettek. A műsorok nagy részét szórakoztató és komédia programok alkották. 
1996-ban az örmény televízió második csatornáján különálló műsorok lett. Robert Mavisakalyan-t kinevezték a Nork televízió igazgatójává. Rövid idő alatt a "Nork" képes volt felhívni a közönség nagy részének figyelmét. 
Az Örmény Köztársaságnak a televízióról és a rádióról szóló, 2000-től hatályos törvénye szerint a közszolgálati televízió az összes programját és filmjét 2005. január 1-jétől örmény nyelven kell sugároznia. A közszolgálati televízió már a törvény elfogadása előtt megkezdte a műsorok örményre történő fordítását. Létrejött egy speciális akusztikus és filmvágó berendezéssel felszerelt fordítóstúdió is. 
Új utak és kilátások nyíltak az örmény közszolgálat számára 2005-ben, hiszen a közszolgálati televíziót és rádiót az Európai Műsorszórók Uniója (EBU) teljes jogú és egyenlő tagjaiként ismerték el az Európai Rádióközvetítők Szövetségének 56. Közgyűlésén, Dubrovnikban, július 7-én és július 8-án. Az EBU aktív tagjává válva Örményország megszerezte a jogot, hogy részt vegyen az Eurovíziós Dalfesztiválon és a Junior Eurovíziós Dalfesztiválon.  Később, 2010-ben, az országnak sikerült megnyerni a gyermek versenyt, így a következő évi dalfesztivált az ország fővárosában, Jerevánban rendezték meg.

## Logói

2003 – 2013
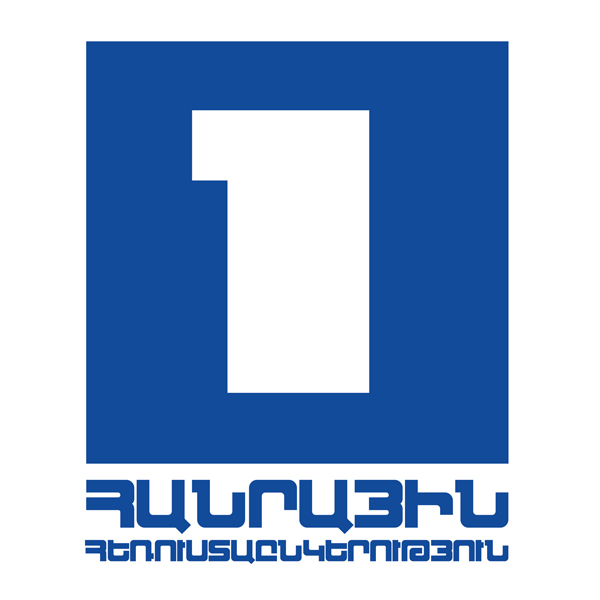
2013 – 2021
2021 –